# Уерта Фелипе Дијаз Лоаеза, Колонија Хуарез (Теотитлан де Флорес Магон)
Уерта Фелипе Дијаз Лоаеза, Колонија Хуарез (шп. Huerta Felipe Díaz Loaeza, Colonia Juárez) насеље је у Мексику у савезној држави Оахака у општини Теотитлан де Флорес Магон. Насеље се налази на надморској висини од 1075 м.

## Становништво
Према подацима из 2010. године у насељу је живело 5 становника.

### Хронологија
| Година       | 2000       | 2005         | 2010 |
| ------------ | ---------- | ------------ | ---- |
| Становништво | 15 (8 / 7) | 31 (16 / 15) | 5    |

### Попис
| # | Индикатор                     | Вредност |
| - | ----------------------------- | -------- |
| 1 | Укупно домаћинстава           | 2        |
| 2 | Укупно насељених домаћинстава | 2        |
| 3 | Величина локације             | 1        |